# Ladingconjugatie
Ladingconjugatie is de transformatie van deeltjes in hun antideeltjes. Als er sprake is van een symmetrie zijn de fysische wetten dus symmetrisch onder deze transformatie, dit wordt C-symmetrie van charge conjugation genoemd.
De wetten van Maxwell zijn onder deze transformatie invariant.
{\displaystyle C(\rho )=-\rho }, voor de ladingdichtheid
{\displaystyle C(\mathbf {J} )=-\mathbf {J} }, voor de elektrische stroomdichtheid
{\displaystyle C(\mathbf {E} )=-\mathbf {E} }, voor de elektrische veldsterkte
{\displaystyle C(\mathbf {B} )=-\mathbf {B} }, voor de magnetische fluxdichtheid
Onder de combinatie van deze transformaties blijven de fysische eigenschappen gelijk, de dynamica verandert niet. Aangezien alleen de massa van deeltjes invloed op de zwaartekracht heeft, is de gravitatiekracht invariant onder ladingconjugatie. Deze symmetrie geldt dus voor elektromagnetisme en de zwaartekracht, het geldt ook voor de sterke kernkracht, maar niet voor de zwakke kernkracht.
De CP-symmetrie is de symmetrie onder zowel een pariteits- als deze ladingtransformatie.